# Clusia divaricata
Clusia divaricata är en tvåhjärtbladig växtart som beskrevs av B. Maguire. Clusia divaricata ingår i släktet Clusia och familjen Clusiaceae. Inga underarter finns listade i Catalogue of Life.